# Гмелинский кантон
Гмелинский кантон — административно-территориальная единица АССР немцев Поволжья, существовавшая в 1935—1941 годах. Административный центр — п. Гмелинская.
Гмелинский кантон был образован 18 января 1935 года путём выделения из Палласовского кантона.
7 сентября 1941 года в результате ликвидации АССР немцев Поволжья Гмелинский кантон был передан в Сталинградскую область и преобразован в Гмелинский район.

## Административно-территориальное деление
По состоянию на 1 апреля 1940 года кантон делился на 9 сельсоветов:
| Сельсоветы по состоянию на 1940 год | Сельсоветы по состоянию на 1940 год | Сельсоветы по состоянию на 1940 год | Сельсоветы по состоянию на 1940 год |
| N п/п                               | Сельсовет                           | Административный центр              |                                     |
| ----------------------------------- | ----------------------------------- | ----------------------------------- | ----------------------------------- |
| 1                                   | Блюменфельдский                     | село Блюменфельд                    |                                     |
| 2                                   | Гмелинский                          | село Гмелинка                       |                                     |
| 3                                   | Кановский                           | село Кано                           |                                     |
| 4                                   | Моргентаусский                      | село Моргентау                      |                                     |
| 5                                   | Нижне-Водянский                     | село Нижняя Водянка                 |                                     |
| 6                                   | Поселковый совхоза № 98             | посёлок совхоза № 98                |                                     |
| 7                                   | Поселковый совхоза № 99             | посёлок совхоза № 99                |                                     |
| 8                                   | Триппельсдорфский                   | посёлок Триппельсдорф               |                                     |
| 9                                   | Харьковский                         | село Харьковка                      |                                     |

## Население
Динамика численности населения
| 1935  | 1939  | 1941  |
| ----- | ----- | ----- |
| 10147 | 15590 | 15550 |

### Национальный состав
| Немцы                                                       | 9766 (62,6 %) | 10006 (64,6 %) |
| Украинцы                                                    | 2635 (16,9 %) | -              |
| Русские                                                     | 1882 (12,0 %) | -              |
| Казахи                                                      | 865 (5,5 %)   | -              |
| 1939 год — показаны народы c численностью более 300 человек |               |                |